# ネコナデ
『ネコナデ』は、2008年に制作放送されたテレビドラマ。全12回放送。同年6月28日には映画が公開された。
また小説版が竹書房から2008年6月19日に発売され、KUJIRAによる漫画版が『まんがくらぶ』（竹書房）2008年7月号より連載された。

## テレビドラマ

### あらすじ
人事部長の鬼塚汰朗が子猫を育てることにより癒されて自身が変化していくストーリーである。

### キャスト

#### 鬼塚家
鬼塚汰朗
演 - 小木茂光（少年時代：川口大介）
IT関連企業「デジタルドラグーン」の人事部長。45歳。通称「鬼汰朗」。一人っ子である。
冷静沈着に仕事をこなしているようにみえるが、毎日ストレスで胃痛に悩まされている。デジタルドラグーン社歌の作詞者。
トラ（ZOO動物プロ所属）
鬼塚に拾われた子猫。生後4カ月のスコティッシュフォールド。
鬼塚澄子
演 - 山下容莉枝
汰朗の妻。
鬼塚早苗
演 - 金崎智子
汰朗の娘。
鬼塚汰一朗
演 - 小川光樹
汰朗の息子。
カモシタ
汰朗がオークションで買った猫。名前の由来はオークションの相手（鴨下信男（飯島大介））から。

#### デジタルドラグーン
金井響子
演 - ちすん
人事部社員。汰朗の部下であり、開発部の満と過去に恋愛関係にあった。
山田亜佐美
演 - 清水美那
新卒研修員。汰朗には反抗的な態度をとっている。
汰朗のことをブログに書いており、反響は大きい。姉がいる。
菅沼君子
演 - 安間里恵
新卒研修員。
仙道孝二
演 - 山本剛史
人事部の社員。リストラされ、汰朗に味噌汁をかけた。
木下満
演 - 榊英雄
開発部の課長。
柳下信二
演 - 永倉大輔
総務部部長。汰朗とは同期。
竜崎政太郎
演 - 峰岸徹
デジタル・ドラグーンの社長。

#### その他
市村景虎
演 - 高橋直純
限りなく猫に近いペットショップの店員。
小泉みすず
演 - NANATO
景虎と共に働く無愛想なペットショップの店員。
皆川かもめ
演 - 明花
獣医。
石黒
演 - 菅田俊
ドラッグストアの店員。
篠原もみじ
演 - 石川楓子
少年時代の鬼塚の同級生。
篠原さつき
演 - 早乙女萌
もみじの姉。

### スタッフ
- 監督 - 亀井亨
- 原案・脚本 - 永森裕二
- 脚本 - 亀井亨、松野出、野澤弘之、俵法子、高橋悠
- 製作 - 永森裕二、間宮俊二、関佳史、松本宏、青柳洋治
- プロデューサー - 波多美由紀、細井俊介、江副純夫、小川貴史、陣汰朗、森角威之、比留間明花
- 音楽 - 野中“まさ”雄一
- 撮影 - 中尾正人
- 照明 - 奥野英雄
- 美術 - 西村徹
- 録音 - 西條博介
- 助監督 - 芦塚慎太郎
- 製作担当 - 本間裕人

### 主題歌
- オープニング - 高橋直純「風になって」
- エンディング - 高橋直純「もしも…」

### 放送日程
| 各話   | サブタイトル                                                  |
| ------ | ------------------------------------------------------------- |
| 第1話  | 孤独じゃない男                                                |
| 第2話  | 気の迷いは、きっかけのシグナル                                |
| 第3話  | 人生の辻褄は、ずっと後から合ってくる                          |
| 第4話  | 世間じゃ、それを癒しと呼ぶ                                    |
| 第5話  | 1分いくらで働いてますか?                                      |
| 第6話  | 宝物のしまい場所                                              |
| 第7話  | 分ってないのは自分だと、認めたくない年頃                      |
| 第8話  | 自分の限界値の意外な低さに気付く時                            |
| 第9話  | 久々に会った友人に、全然変わらないねって言われて嬉しいですか? |
| 第10話 | 人生のピークは、今だと言える勇気                              |
| 第11話 | ふとした事で、逆上がりができるようになった時の気分            |
| 最終話 | いつもの風景が、違って見えたら、吉日                          |

### ネット局
当番組は、プロデューサーなど一部に東名阪ネット6各局のスタッフが関わっているが、6局は制作局としては挙げられていない（これは動物ドラマシリーズ次作（第3弾）の『幼獣マメシバ』までその扱いであり、第4弾の『ねこタクシー』より制作局となっている）。
| 放送地域 | 放送局       | 放送期間                                 | 放送日時                                                                            | 系列                        | 備考                                                  |
| -------- | ------------ | ---------------------------------------- | ----------------------------------------------------------------------------------- | --------------------------- | ----------------------------------------------------- |
| 京都府   | KBS京都      | 2008年1月6日 - 3月23日                   | 日曜 22:00 - 22:30                                                                  | 独立UHF局 （東名阪ネット6） | 2010年10月3日（9:00-9:30）から再放送                  |
| 三重県   | 三重テレビ   | 2008年1月7日 - 3月24日                   | 月曜 22:50 - 23:20                                                                  | 独立UHF局 （東名阪ネット6） |                                                       |
| 兵庫県   | サンテレビ   | 2008年1月8日 - 3月25日                   | 火曜 20:54 - 21:24                                                                  | 独立UHF局 （東名阪ネット6） |                                                       |
| 千葉県   | チバテレビ   | 2008年1月8日 - 3月25日                   | 火曜 22:00 - 22:30                                                                  | 独立UHF局 （東名阪ネット6） |                                                       |
| 神奈川県 | tvk          | 2008年1月11日 - 3月28日                  | 金曜 21:00 - 21:30                                                                  | 独立UHF局 （東名阪ネット6） | 幹事局                                                |
| 埼玉県   | テレ玉       | 2008年1月11日 - 3月28日                  | 金曜 21:00 - 21:30                                                                  | 独立UHF局 （東名阪ネット6） |                                                       |
| 日本全国 | 4th MEDIA    | 2008年1月14日 - 3月31日                  | 月曜更新                                                                            | ネット配信                  |                                                       |
| 熊本県   | 熊本朝日放送 | 2008年4月6日 - 6月29日                   | 日曜 12:20 - 12:55                                                                  | テレビ朝日系列              |                                                       |
| 新潟県   | テレビ新潟   | 2008年4月24日 - 7月10日                  | 木曜 24:49 - 25:29                                                                  | 日本テレビ系列              |                                                       |
| 鹿児島県 | 南日本放送   | 2008年5月20日 - 8月5日                   | 火曜 25:00 - 25:30                                                                  | TBS系列                     | 2012年4月4日より再放送 月曜 - 木曜 14:00 - 14:30      |
| 福井県   | 福井テレビ   | 2008年8月4日 - 8月12日                   | 月曜 - 木曜 15:00 - 15:55                                                           | フジテレビ系列              | 2話連続放送                                           |
| 大分県   | 大分朝日放送 | 2008年12月22日 - 12月25日 12月29日、30日 | 24:10 - 25:10（22日・23日） 24:25 - 25:25（24日） 24:40 - 25:40（25日・29日・30日） | テレビ朝日系列              | 年末一挙2話放送 単発での放送経験あり 字幕放送         |
| 北海道   | 札幌テレビ   | 2009年8月12日 - 10月28日                 | 水曜 25:34 - 26:04                                                                  | 日本テレビ系列              | 2010年7月16日より再放送 金曜 10:25 - 10:55            |
| 岩手県   | IBC岩手放送  | 2009年9月8日 - 11月24日                  | 火曜 23:59 - 24:29                                                                  | TBS系列                     |                                                       |
| 宮城県   | 仙台放送     | 2010年1月9日 - 3月27日                   | 土曜 25:35 - 26:05                                                                  | フジテレビ系列              | 2011年4月13日より再放送 水曜 25:45 - 26:45（2話連続） |
| 石川県   | 北陸朝日放送 | 2010年9月13日 - 11月29日                 | 月曜 25:15 - 25:45                                                                  | テレビ朝日系列              | 字幕放送                                              |

そのほか、長野放送、秋田放送、山陰中央テレビ、北陸放送でも単発でネットされた。

### VOD配信
| 配信元 | 開始時期  | 備考           |
| ------ | --------- | -------------- |
| U-NEXT | 2020年5月 | 有料見放題配信 |

## 映画
TVドラマ版を再構成。登場人物の名前など一部変更されている。

### キャスト

#### 鬼塚家（映画）
鬼塚太郎
演 - 大杉漣
v倒産寸前の会社「デジタルドラゴン」を立て直すため、冷徹にリストラ計画を実行する鬼の人事部長であり清廉潔白な企業戦士。仕事にも家庭にも甘えを許さずに生きてきたが、社長命令の人員削減に胃を傷めている。夜の公園で捨てられた子猫をめぐり若いカップルと口論になる中でトラと出会う。
鬼塚トラ
演 - トラ（ZOO動物プロ所属）
夜の公園で鬼塚が拾い、会社が新人研修用に借りたウィークリーマンションでこっそり飼っている子猫。生後2カ月のスコティッシュフォールド。本作品の撮影終了後、鬼塚太郎役を演じた大杉に引き取られ現実にも家族となった。。
鬼塚静子
演 - 原日出子
鬼塚の妻。
ヒラマヤン-マグ
鬼塚がネコオークションの女に押しつけられた雑種のふてぶてしい大型猫。登場シーンはわずかだがドラマ版のカモシタ役に相当する。
鬼塚真由
演 - 矢木初季

#### デジタルドラゴン
君島凛子
演 - 青山倫子
鬼塚をサポートする人事部員。開発部から引き抜かれた優秀な人材。鬼塚の人柄を知る数少ない人物。
田中亜里沙
演 - 黒川芽以
研修社員。研修社員の中で一番目立つ存在で、TV版の山田亜佐美にあたる人物。鬼塚にリストラされた君島と同期だった元デジタルドラゴン社員の姉を持つ。
久我珠代
演 - 入山法子
研修社員。
長島道子
演 - 立花彩野
研修社員。
鈴木一郎
演 - 桜井聖
元営業部主任。
西条康文
演 - 海東健
開発部課長。君島とは過去に恋愛関係にあった。
間島新次
演 - 螢雪次朗
開発部部長。鬼塚と同期入社。
辰美孝四郎
演 - 鶴見辰吾
会社「デジタルドラゴン」の社長。

#### その他
鴻池真
演 - もたいまさこ（友情出演）
ネコオークションの女。トラの友達を探そうとインターネットオークションでヒマラヤンの仔猫に入札した鬼塚の前に現れ、オークションサイトの仔猫とは似ても似つかぬ雑種猫を押し付けた。
獣医
演 - 六角精児
清掃員
演 - 和田聰宏
ウェイトレス
演 - 滝沢涼子
千住晃司
演 - 福沢重文

### スタッフ
- 監督 - 大森美香
- 原案・脚本 - 永森裕二
- 音楽 - 遠藤浩二
- 主題歌 - つじあやの「頼りない天使」
- 撮影 - 近藤龍人
- 照明 - 藤井勇
- 録音 - 古谷正志
- 美術 - 高尾研吏
- 音響効果 - 浦畑将
- 編集 - 菊井貴繁
- 助監督 - 北川博康、佐々木資門
- MA - アオイスタジオ
- ラボ - IMAGICA
- プロデューサー - 平体雄二
- ラインプロデューサー - 宮田幸太郎
- 製作者 - 永森裕二、間宮俊二、関佳史、松本宏、青柳洋治、波多美由紀、細井俊介、江副純夫、小川貴史、陣汰朗
- 製作プロダクション - スタジオブルー
- 製作委員会メンバー - AMGエンタテインメント、アミューズメントメディア総合学院、テレビ神奈川、テレビ埼玉、千葉テレビ放送、三重テレビ放送、KBS京都、サンテレビ、NTTぷらら、スタジオビコロール

## 関連商品
- 「ネコナデ オリジナル・サウンドトラック」（2008年3月21日）